# Bridge School Benefit

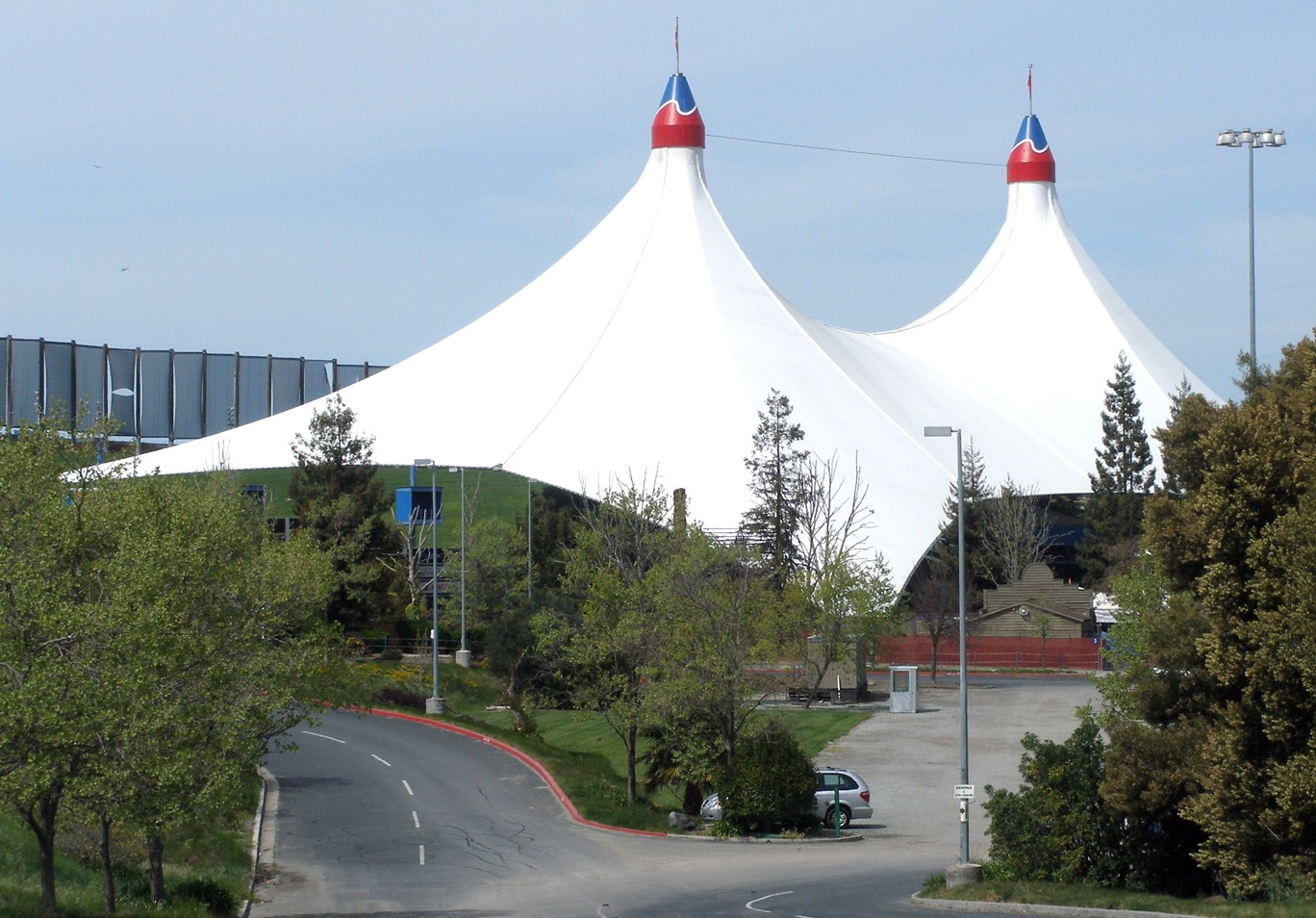
Амфітеатр «Шорлайн» в Маунтін-В'ю, Каліфорнія

Bridge School Benefit — щорічний благодійний акустичний концерт за участі зіркових музикантів, що проходив з 1986 по 2016 роки.

## Історія
Благодійні концерти ставили за мету збір коштів для некомерційної організації Bridge School, що займається дітьми з особливими потребами. Ініціаторами виступів стали рок-музикант Ніл Янг та його дружина Пегі Янг. Пегі була одним зі співзасновників Bridge School, а також президентом ради директорів. Подружжя Янгів намагалось привернути увагу до проблем особливих дітей, бо знали про це зі свого досвіду. Їхній син Бен страждав на церебральний параліч та не міг рухатись, а у доньки Ембер траплялась епілепсія. Ніл Янг брав сина з собою на рок-концерти, і потім вирішив створити таку нагоду і для інших хворих дітей, запросивши відомих музикантів.
Перший концерт Bridge School Benefit відбувся 13 жовтня 1986 року в амфітеатрі Shoreline Amphitheatre в Маунтін-В'ю, Каліфорнія. В концерті брали участь сам Ніл Янг, супергурт Crosby, Stills, Nash & Young, учасник іншого колективу Янга Crazy Horse Нілс Лофгрен, інші відомі музиканти Дон Генлі, Том Петті та Брюс Спрингстін, а також актор Робін Вільямс. Всі зібрані кошти було передано в The Bridge School. Наступний акустичний концерт відбувся через два роки, у 1988 році, і після цього став щорічною традицією. Свого часу участь в ньому брали Девід Бові, Pearl Jam, Guns N' Roses, Джек Вайт, Раян Адамс, Metallica та багато інших виконавців. Протягом років були широко поширені бутлеги з концертів, аж доки до 25-річчя від заснування заходу у 2011 році не вийшов бокс-сет з трьох DVD та двох CD із найкращими виступами за всю історію Bridge School Benefit.
2017 року Ніл Янг оголосив, що з особистих причин більше не буде проводити концерти Bridge School, але продовжить займатись благодійністю на користь організації.

## Список учасників

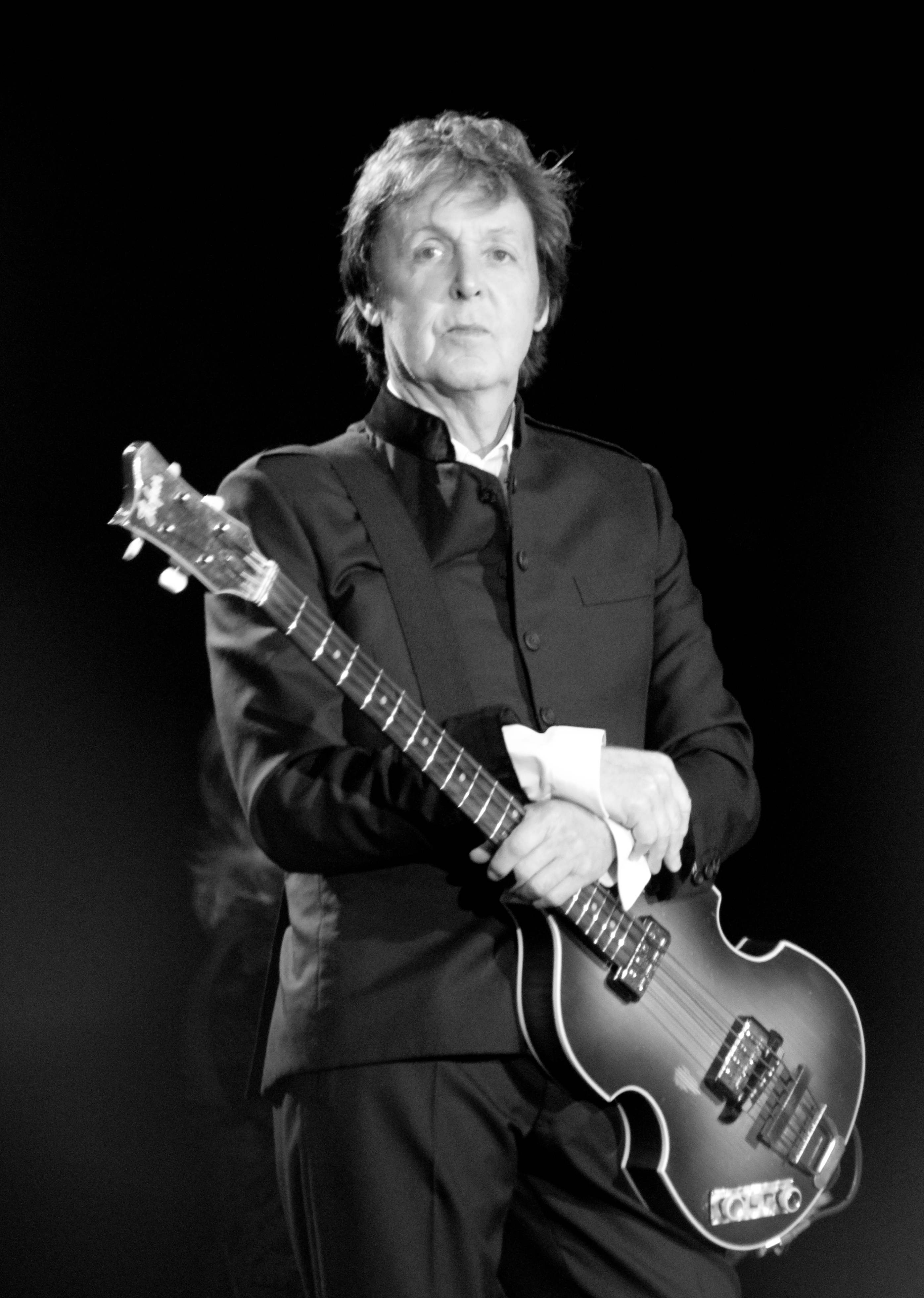
Пол Маккартні

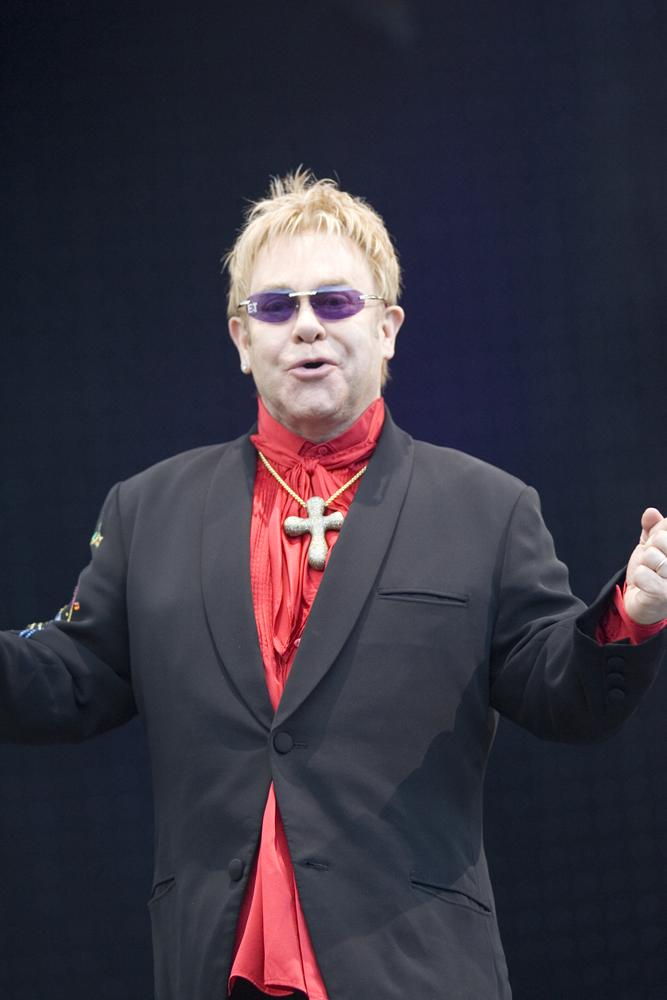
Елтон Джон

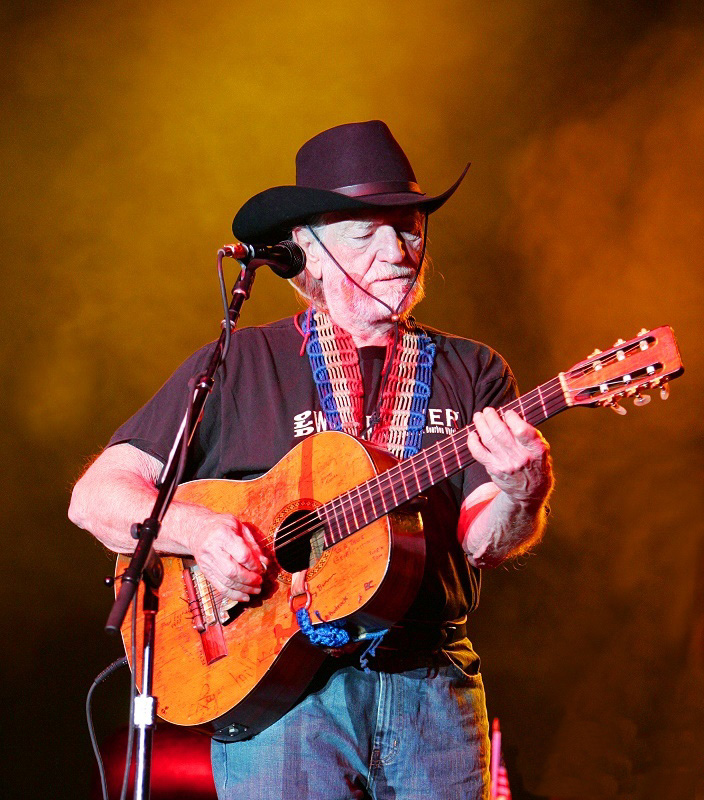
Віллі Нельсон

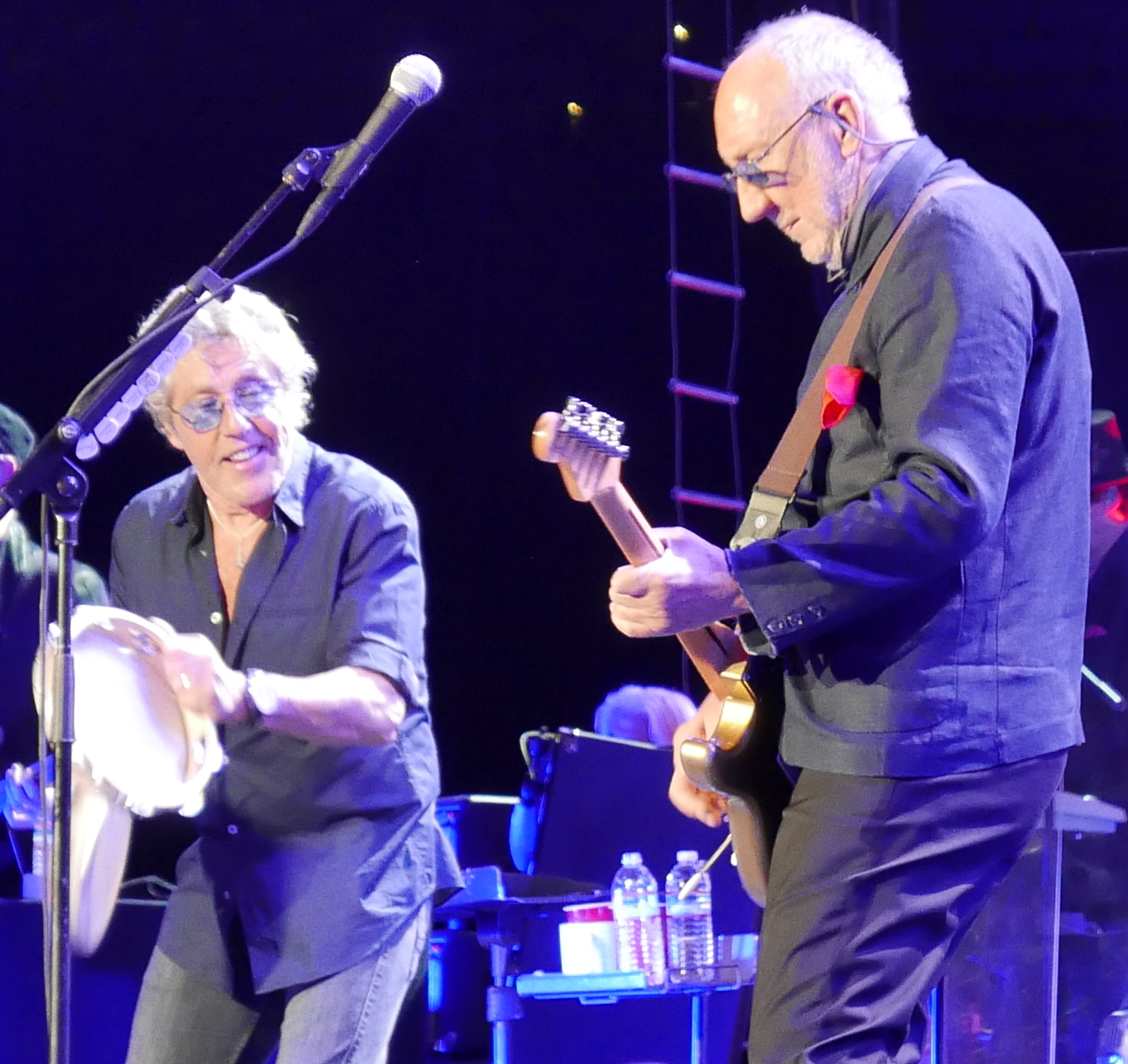
The Who

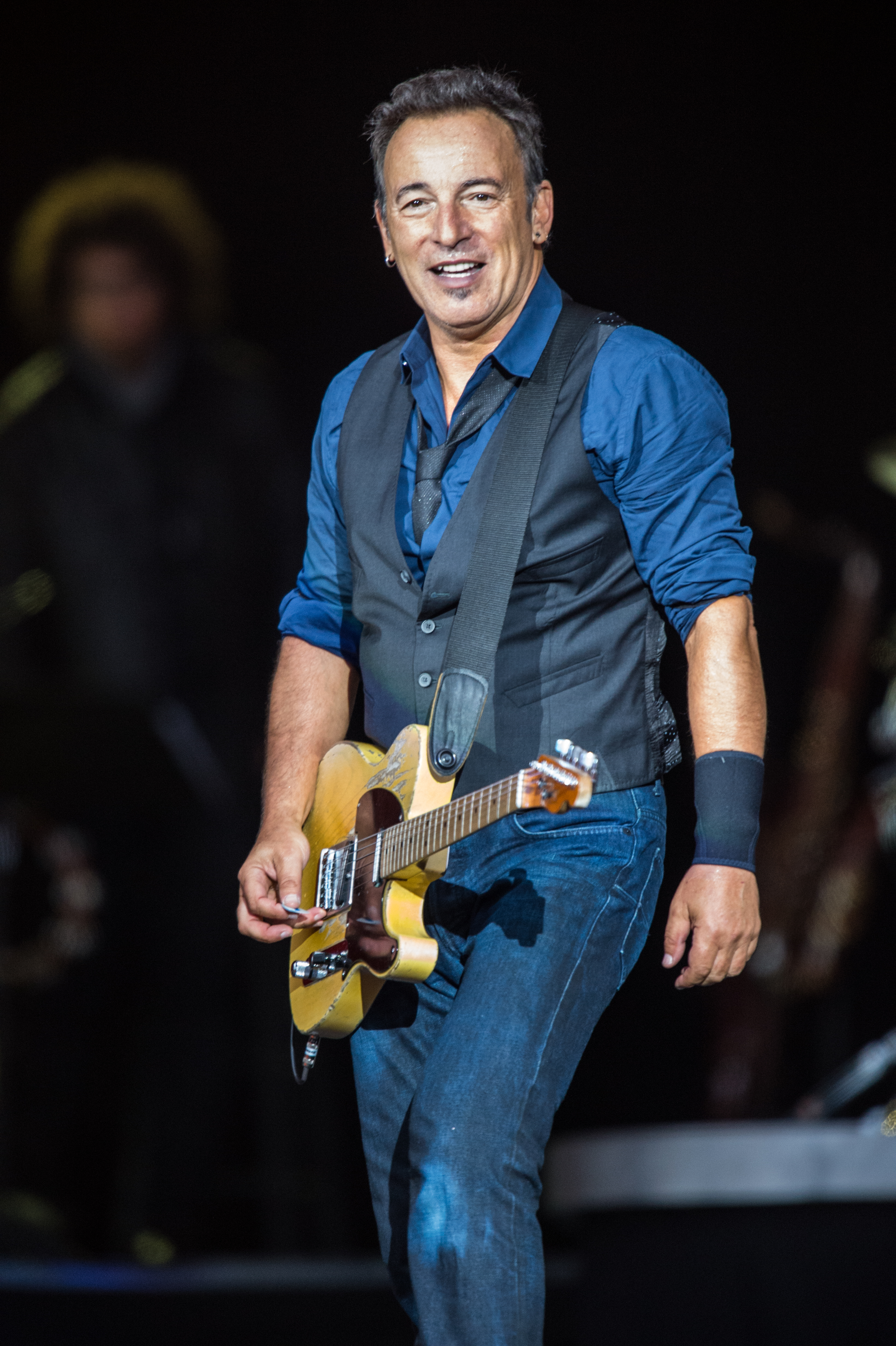
Брюс Спрінгстін

1. 1986 — CSNY, Нільс Лофгрен[en], Дон Генлі, Том Петті, Робін Вільямс, Брюс Спрінгстін, Ніл Янг
2. 1988 — CSNY, Нільс Лофгрен[en], Біллі Айдол, Боб Ділан, Дж. Е. Сміт[en], Джеррі Гарсія та Боб Віер[en], Tom Petty and the Heartbreakers[en], Трейсі Чепмен, Ніл Янг
3. 1989 — CSNY, Семмі Хагар[en], Том Петті, Трейсі Чепмен, Ніл Янг
4. 1990 — Чіч Марін, Джексон Браун, Еді Брікел[en], Елвіс Костелло, Стів Міллер, Джин Лафонд та Ларрі Кіган, Crazy Horse[en], Ніл Янг
5. 1991 — Віллі Нельсон, Ларрі Кіган та Джин Лафонд, Джон Лі Гукер, Дон Генлі, Нільс Лофгрен[en], Трейсі Чепмен, Sonic Youth, Ніл Янг
6. 1992 — Ніл Янг, Шон Колвін[en], Семмі Хагар[en], Елтон Джон, Pearl Jam, Джеймс Тейлор
7. 1993 — Мелісса Етерідж, Воррен Зевон[en], Енн та Ненсі Вілсон, Семмі Хагар[en] та Едді Ван Гален, Бонні Рейтт, Simon and Garfunkel, Ніл Янг
8. 1994 — Піт Дродж[en], Mazzy Star, Ministry, Indigo Girls[en], Tom Petty and the Heartbreakers[en], Pearl Jam, Ніл Янг
9. 1995 — Ніл Янг, Бек Гансен, Еммілу Гарріс та Даніель Лануа[en], Брюс Спрінгстін, The Pretenders, Hootie & the Blowfish[en]
10. 1996 — Hayden[en], Піт Таунсенд[~ 1], Біллі Айдол[~ 1], Cowboy Junkies[en], Патті Сміт, Бонні Рейтт[~ 2], Девід Бові, Crazy Horse[en], Pearl Jam, Ніл Янг
11. 1997 — Metallica, Лу Рід, The Smashing Pumpkins, Аланіс Моріссетт, Dave Matthews Band, Blues Traveler[en], Кейсі Краулі[en], Ніл Янг
12. 1998 — R.E.M., Phish[en], The Wallflowers[en], Сара Маклахлан, Barenaked Ladies[en], Джонатан Ричмен[en], Eels[en], Піт Дродж[en] та Майкл МакКріді[~ 2], Ніл Янг
13. 1999 — The Who, Pearl Jam, Шерил Кроу, Green Day, Біллі Корган та Джеймс Іга, Том Вейтс, Бонні Рейтт[~ 1], Еммілу Гарріс[~ 2], Люсінда Вільямс[en], Браян Вілсон, Ніл Янг
14. 2000 — CSNY, Tom Petty and the Heartbreakers[en], Red Hot Chili Peppers, Бек Гансен, Dave Matthews Band, Foo Fighters, Tegan and Sara[en], Робін Вільямс, Ніл Янг
15. 2001 — Crazy Horse[en], Pearl Jam, R.E.M., Дейв Метьюс, Бен Харпер[en], Трейсі Чепмен, Біллі Айдол, Джил Собул[en], Ніл Янг
16. 2002 — Джеймс Тейлор, Foo Fighters[~ 1], The Other Ones[en][~ 2], Раян Адамс, Tenacious D, Том Йорк, Ліенн Раймс, Джек Джонсон[en], Ванесса Карлтон, Ніл Янг
17. 2003 — CSNY, Віллі Нельсон, Pearl Jam, Incubus, Indigo Girls[en], Counting Crows, Wilco, Dashboard Confessional[en], Ніл Янг
18. 2004 — Пол Маккартні, Тоні Беннетт, Red Hot Chili Peppers, Бен Харпер[en] та The Innocent Criminals, Sonic Youth, Los Lonely Boys[en], Tegan and Sara[en], Едді Веддер, Ніл Янг
19. 2005 — CSNY, Дейв Метьюс[~ 2], Джон Мелленкемп[~ 1], Нора Джонс, Еммілу Гарріс, Джеррі Лі Льюїс, Good Charlotte, Bright Eyes, Los Lobos, Ніл Янг
20. 2006 — Ніл Янг, Pearl Jam, Dave Matthews Band, Браян Вілсон, Трент Резнор, Death Cab for Cutie[en], Гіліан Велч[en], Девендра Бангарт[en]
21. 2007 — Ніл Янг, Metallica, Джеррі Лі Льюїс, Том Вейтс та Кронос-квартет, Джон Меєр, My Morning Jacket[en], Tegan and Sara[en], Регіна Спектор
22. 2008 — Ніл Янг, Джек Джонсон[en], Нора Джонс, Death Cab for Cutie[en], Wilco, Cat Power, Сара Маклахлан[~ 1], Band of Horses[~ 1], Джош Ґробан[~ 2], The Smashing Pumpkins[~ 2]
23. 2009 — Ніл Янг, No Doubt, Джиммі Баффет[~ 1], Кріс Мартін, Адам Сендлер[~ 2], Шерил Кроу, Fleet Foxes[en], Monsters of Folk[en], Wolfmother, Гевін Росдейл[en]
24. 2010 — Buffalo Springfield[en], Pearl Jam, Елвіс Костелло, Еммілу Гарріс[~ 1], Кріс Крістоферсон, Люсінда Вільямс[en][~ 1], Біллі Айдол, Джексон Браун та Девід Ліндлі[en][~ 1], T-Bone Burnett's Speaking Clock Revue (Елтон Джон, Леон Расселл, Елвіс Костелло, Ральф Стенлі[en]), Ніко Кейс та Джефф Бріджес[~ 2], Modest Mouse, Grizzly Bear
25. 2011 — Ніл Янг, Дейв Метьюс, Arcade Fire, Foo Fighters[~ 2], Едді Веддер, Los Invisibles (Карлос Сантана, Сінді Блекмен Сантана[en] та інші), Бек Гансен, Mumford & Sons, Тоні Беннетт[~ 2], Девендра Бангарт[en], Нора Джонс та The Little Willies[en]
26. 2012 — Ніл Янг та Crazy Horse, Guns N' Roses, Джек Вайт, The Flaming Lips[en], Сара Маклахлан, Foster the People, Люсінда Вільямс[en], Стів Мартін та Steep Canyon Rangers[en], k.d. lang та Siss Boom Bang, Гері Кларк-молодший, Рей Ламонтейн[en]
27. 2013 — CSNY, Queens of the Stone Age, Том Вейтс[~ 2], Arcade Fire[~ 1], Джек Джонсон[en][~ 1], My Morning Jacket[en], Елвіс Костелло, Diana Krall, fun., Heart, Дженні Льюїс[en]
28. 2014 — Ніл Янг, Pearl Jam, Florence and the Machine, Браян Вілсон, Том Джонс, Soundgarden, Нора Джонс та Puss n Boots[en], Band of Horses, Пегі Янг[en] та The Survivors
29. 2015 — Ніл Янг та Promise of the Real[en], Dixie Chicks, Шерил Кроу, Раян Адамс, St. Vincent, Гері Кларк-молодший, Spoon[en], Нільс Лофгрен[en][~ 1], Бен Харпер[en]
30. 2016 — Ніл Янг та Promise of the Real[en], Metallica, Роджер Вотерс, Дейв Метьюс, Віллі Нельсон, My Morning Jacket[en], Нора Джонс, Cage the Elephant, Нільс Лофгрен[en]

## Музичні альбоми
- 1997 — The Bridge School Concerts, Vol. 1
- 2006 — The Bridge School Collection, Vol. 1
- 2006 — The Bridge School Collection, Vol. 2
- 2007 — The Bridge School Collection, Vol. 3
- 2009 — The Bridge School Collection, Vol. 4
- 2011 — The Bridge School Collection, Vol. 5
- 2011 — The Bridge School Concerts: 25th Anniversary Edition